# Madrugada (gruppo musicale norvegese)
Madrugada sono un gruppo alternative rock norvegese nato nei primi degli anni novanta scioltosi nel 2008 ma riformatosi nel 2019.

## Storia del gruppo
Dopo una serie di cambiamenti di nomi, membri e idee, il gruppo trova un equilibrio con il nome Madrugada a partire dal 1997. La band era composta da Sivert Høyem, cantante, Frode Jacobsen, bassista e Robert Burås, chitarrista (morto il 12 luglio del 2007). Dopo la morte di Burås, Høyem e Jacobsen decidono di continuare con la registrazione del loro quinto disco, ormai già a ben oltre metà dell'opera. La pubblicazione dell'ultimo album della band, Madrugada, avvenuta nel gennaio 2008, anticipò l'ultimo tour (Norgesturné), a seguito del quale avvenne lo scioglimento, alla fine del 2008.
Tra i progetti collaterali che hanno coinvolto i membri della band, ricordiamo le due pubblicazioni da solista di Sivert Høyem (la prima nel 2004 e la successiva nel 2006), l'attività di produttore svolta da Frode Jacobsen per altri artisti (tra cui Savoy e Ingrid Olava), e la band My Midnight Creeps che ha pubblicato due album prima che Robert Burås morisse.
Gruppo fortemente influenzato dal blues ha cantato per più di un decennio, esportando la sensibilità norvegese verso la musica rock.
Nel giugno 2018 sono state annunciate 2 date al Oslo Spektrum nel febbraio 2019 oltre ad un tour europeo che ha riscosso grande successo.
Nel 2022 pubblicano un nuovo album, Chimes at Midnight.

## Discografia

### Album
- 1999 - Industrial Silence
- 2001 - The Nightly Disease
- 2002 - Grit
- 2005 - The Deep End
- 2005 - Live at Tralfamadore
- 2008 - Madrugada
- 2022 - Chimes at Midnight

### EP
- 1998 - Madrugada EP
- 1999 - New Depression EP
- 2000 - Electric
- 2000 - Higher EP
- 2001 - Hands Up - I Love You
- 2001 - A Deadend Mind
- 2002 - Ready

### Singoli
- 2000 - "Beautyproof"
- 2003 - "Majesty"
- 2005 - "The Kids are on High Street"
- 2005 - "Lift Me"
- 2008 - "Look Away Lucifer"
- 2008 - "What's On Your Mind?"
- 2019 - "Half-Light"
- 2021 - "Nobody Loves You Like I Do"
- 2021 - "Dreams At Midnight"
- 2021 - "The World Could Be Falling Down"
- 2021 - "Ecstasy"